# Mathias Seiser

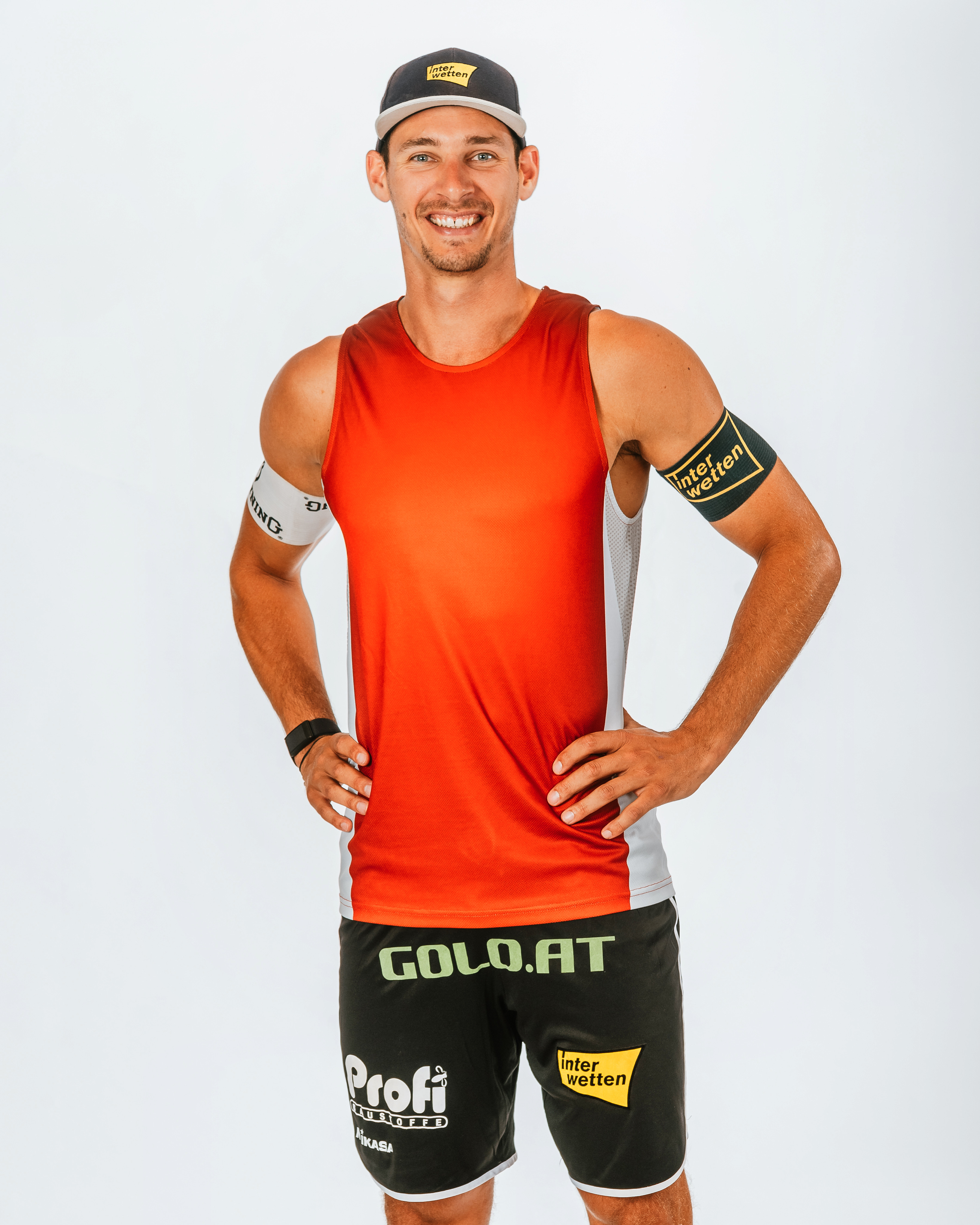
Mathias Seiser

Mathias Seiser (* 12. September 1994 in Wien) ist ein österreichischer Volleyball- und Beachvolleyballprofi.

## Leben
Abseits des Leistungssports absolvierte Mathias Seiser bereits mehrere Ausbildungen. Die „Karriere danach“ sei ihm stets wichtig gewesen, weshalb er parallel zum Profisport im Jahr 2020 das Lehramtsstudium an der Universität Wien abgeschlossen hat. Seit September 2020 lehrt er an einer jüdischen Privatschule in Wien. Außerdem ist er ausgebildeter Hallen- und Beachvolleyballinstruktor und absolvierte mehrere Massage-Fortbildungen.

## Sportliche Karriere
Seiser begann mit 15 Jahren beim Hallenvolleyballverein VCU Wr. Neustadt. Nebenbei spielte er bis zu seinem 18. Lebensjahr Fußball beim ASK Bad Fischau-Brunn und Tennis beim TC Payerbach und später beim TC Bad Fischau-Brunn.
Da Mathias keine Karrierechancen im Fußball sah, widmete er sich dem Hallen- und Beachvolleyball. Mit dem VCU wurde er Topscorer der 2. Bundesliga in der Saison 2016/2017 und 2017/2018. In der Folgesaison wechselte Seiser für ein Jahr in die 1. Bundesliga zum UVC Graz. Die Bilanz: österreichischer Cupsieger und ein dritter Platz in der Meisterschaft. Im Anschluss verließ Seiser den Verein, um sich auf seine sportlichen Ziele im Beachvolleyballsport zu konzentrieren.
Seinen ersten internationalen Auftritt hatte er im türkischen Manavgat mit Florian Ertl, wo Ertl/Seiser den 9. Platz belegten. In der Saison 2018 wechselte er mehrmals die Partner. An seiner Seite standen u. a. Benedikt Kattner, Philipp Waller, Michael Murauer, Martin Streitfellner und Moritz Kindl, mit dem er beim MEVZA in Portoroz überraschend den 2. Platz erreichte. Anschließend beschlossen sie, die Zusammenarbeit regelmäßig fortzusetzen.
2019 holten Seiser/Kindl gleich in der ersten vollen Saison einen 1* World Tour Sieg in Vaduz. Außerdem gewannen sie einen nationalen Tourstopp in Fürstenfeld und wurden bei den österreichischen Meisterschaften in Litzlberg Dritte. 2022 erreichte das Team den größten nationalen Erfolg ihrer bisherigen Karriere, indem sie die österreichischen Staatsmeisterschaften in Baden gewannen. Im Finale besiegten sie das Team Felix Friedl/Philipp Waller 17:15 im Tiebreak. 2023 kam ein Sieg beim MASTERS Neusiedl am See dazu, wo sie sich gegen das litauische Topteam Knasas/Stankevicius durchsetzten.
Aufgrund eines Kreuzbandrisses seines Partners war Seiser im Sommer '23 gezwungen, auf wechselnde Partner zurückzugreifen. Mit Laurenc Grössig holte er Future Silber in Helsinki und mit Christoph Dressler debütierte er bei den Europameisterschaften in Wien.

## Volleyball
Position: Außenangriff / Diagonal

### Vereine
- 2011–2018: VCU Wr. Neustadt
- 2018–2019: UVC Graz

### Erfolge
- 2016/2017 und 2017/2018: Topscorer 2. Bundesliga
- 2018/2019:  Sieger Österr. Cup
- 2018/2019: 3. Platz österr. Meisterschaft

## Beach-Volleyball

### Partner
- 2016–2017: Benedikt Kattner
- 2018: diverse
- seit 2019:  Moritz Kindl

### Erfolge
- 2018: 2. Platz MEVZA Portoroz
- 2019: 1. Platz FIVB 1* Vaduz
- 2022: österreichischer Staatsmeister
- 2023: 2. Platz FIVB Future Helsinki